# Honesto Chaves Pacana
Honesto Chaves Pacana SJ (* 22. Januar 1933 in Kauswagan, Cagayan de Oro; † 1. Februar 2024 ebenda) war ein philippinischer Ordensgeistlicher und römisch-katholischer Bischof von Malaybalay.

## Leben
Honesto Chaves Pacana trat nach Abschluss der Oberschule am Ateneo de Cagayan High School 1951 der Ordensgemeinschaft der Jesuiten bei und absolvierte das Noviziat sowie sein Juniorat am Sacred Heart Noviziat in Novaliches, Quezon City. Er erwarb einen Bachelor in Theologie am Woodstock College in Maryland, USA (1962–1966) und den Master in Religionspädagogik an der Catholic University of America in Washington DC (1966–1969). Im Mai 1965 wurde er am Woodstock College zum Diakon geweiht. Am 10. Juni 1965 empfing er durch Francis Kardinal Spellman in der Kapelle der Fordham University in der Bronx in New York City die Priesterweihe. 1969 gründete er das Bukidnon-Institut für Katechese auf Mindanao. Am 22. April 1978 legte er in der Kapelle der Xavier University – Ateneo de Cagayan vor dem Generaloberen der Jesuiten, Pedro Arrupe, seine letzten Ordensgelübde ab.
Er war unter anderem Pfarrer von Maramag und Malaybalay, Direktor des San Agustin Institute of Technology in Valencia sowie des Jesuiten-Exerzitienhauses in Malaybalay, Oberer des Missionsbezirks Bukidnon, und Rektor des Theologischen Seminars Saint John Vianney.
Papst Johannes Paul II. ernannte ihn am 12. Januar 1994 zum Bischof von Malaybalay. Der Apostolische Nuntius auf den Philippinen, Erzbischof Gian Vincenzo Moreni, spendete ihm am 24. März desselben Jahres die Bischofsweihe; Mitkonsekratoren waren Jesus Tuquib, Erzbischof von Cagayan de Oro und Gaudencio Borbon Rosales, Erzbischof von Lipa.
Am 18. Februar 2010 nahm Papst Benedikt XVI. seinen altersbedingten Rücktritt an. Honesto Chaves Pacana starb am 1. Februar 2024 im Alter von 91 Jahren in seinem Heimatort Cagayan de Oro.